# 권한공
권한공(權漢功, ? ~ 1349년 11월 1일(음력 9월 20일))은 고려의 문관이다. 본관은 안동(安東), 호는 일재(一齋)이다. 관직이 도첨의정승(都僉議政丞)에 이르렀고, 예천부원군(醴泉府院君)에 봉해졌다. 시호는 문탄(文坦)이다.

## 생애
1284년(충렬왕(忠烈王) 10년) 문과에 급제했다. 1294년(충렬왕 20) 직사관(直史館)에 임명되었다. 원나라에 성절사(聖節使)로 다녀왔다.
충선왕을 따라 원나라에 가서 거주하였으며, 충선왕의 총애를 받아 최성지(崔誠之)와 함께 인사권을 행사했다. 이에 이사온(李思溫), 김심(金深)등의 탄핵으로 투옥 되었으나 석방되고, 반대로 이사온 등이 유배되었다.
충선왕이 양위한 후 원나라에 들어 갔다. 충숙왕이 구금시켰으나 원나라 황제의 명으로 풀려났다. 
도첨의정승(都僉議政丞)에 이르고, 예천부원군(醴泉府院君)에 봉해졌다.

## 가족
안동권씨 시조 권행의 12대손으로 복야공파 파조 권수홍의 증손이다. 아버지는 첨의평리 권책이다. 7촌 재종숙부는 권단이다. 아들 권중화는 조선 태종 때 영의정부사(領議政府事)로 치사했다.

## '간신' 평가
현대의 한 연구자는 고려 말기에서 조선 전·중기까지의 기록을 분석해본 결과 권한공은 세종대 후반 전까지만 하더라도 좋은 평가를 받았지만 세종대 후반 이후부터는 성리학에 기초한 사관(史觀)이 바탕인 역사서들이 만들어지면서 권한공은 임금을 배신한 사람으로 전락했고, 그 결과 간신으로 평가받았다고 말한다.

## 전기 자료
- 《고려사》 권125, 〈열전〉38, 권한공